# Wladyslaw Masur
Wladyslaw Witalijowytsch Masur (ukrainisch Владислав Віталійович Мазур, englisch Vladyslav Mazur; * 21. November 1996 in Berdytschiw) ist ein ukrainischer Leichtathlet, der sich auf den Weitsprung spezialisiert hat.

## Sportliche Laufbahn
Erste internationale Erfahrungen sammelte Wladyslaw Masur im Jahr 2013, als er bei den Jugendweltmeisterschaften in Donezk im Hochsprung mit einer Höhe von 2,07 m in der Qualifikation ausschied. Seit 2015 fokussierte er sich auf den Weitsprung und schied bei den Junioreneuropameisterschaften in Eskilstuna mit 7,03 m in der Vorrunde aus. 2017 verpasste er bei den Halleneuropameisterschaften in Belgrad mit 7,58 m den Finaleinzug, siegte aber im Juli bei den U23-Europameisterschaften in Bydgoszcz mit einem Sprung auf 8,04 m. 2018 schied er bei den Europameisterschaften in Berlin mit 7,70 m in der Qualifikation aus und bei den Leichtathletik-Halleneuropameisterschaften 2019 in Glasgow belegte er mit 7,75 m den achten Platz. Anschließend schied er bei der Sommer-Universiade in Neapel mit 7,50 m in der Vorrunde aus und wurde bei den Militärweltspielen in Wuhan mit 7,73 m Sechster. 2021 startete er bei den Halleneuropameisterschaften in Toruń und belegte dort mit neuer Bestleistung von 8,14 m den vierten Platz.
2017 und 2019 wurde Masur ukrainischer Meister im Weitsprung im Freien sowie 2019 und 2021 auch in der Halle.

## Persönliche Bestleistungen
- Hochsprung: 2,16 m, 20. Juni 2014 in Kiew
  - Hochsprung (Halle): 2,16 m, 28. Februar 2014 in Mahiljou
- Weitsprung: 8,07 m (+1,3 m/s), 19. Juli 2018 in Luzk
  - Weitsprung (Halle): 8,14 m, 5. März 2021 in Toruń